# Tom Buhrow

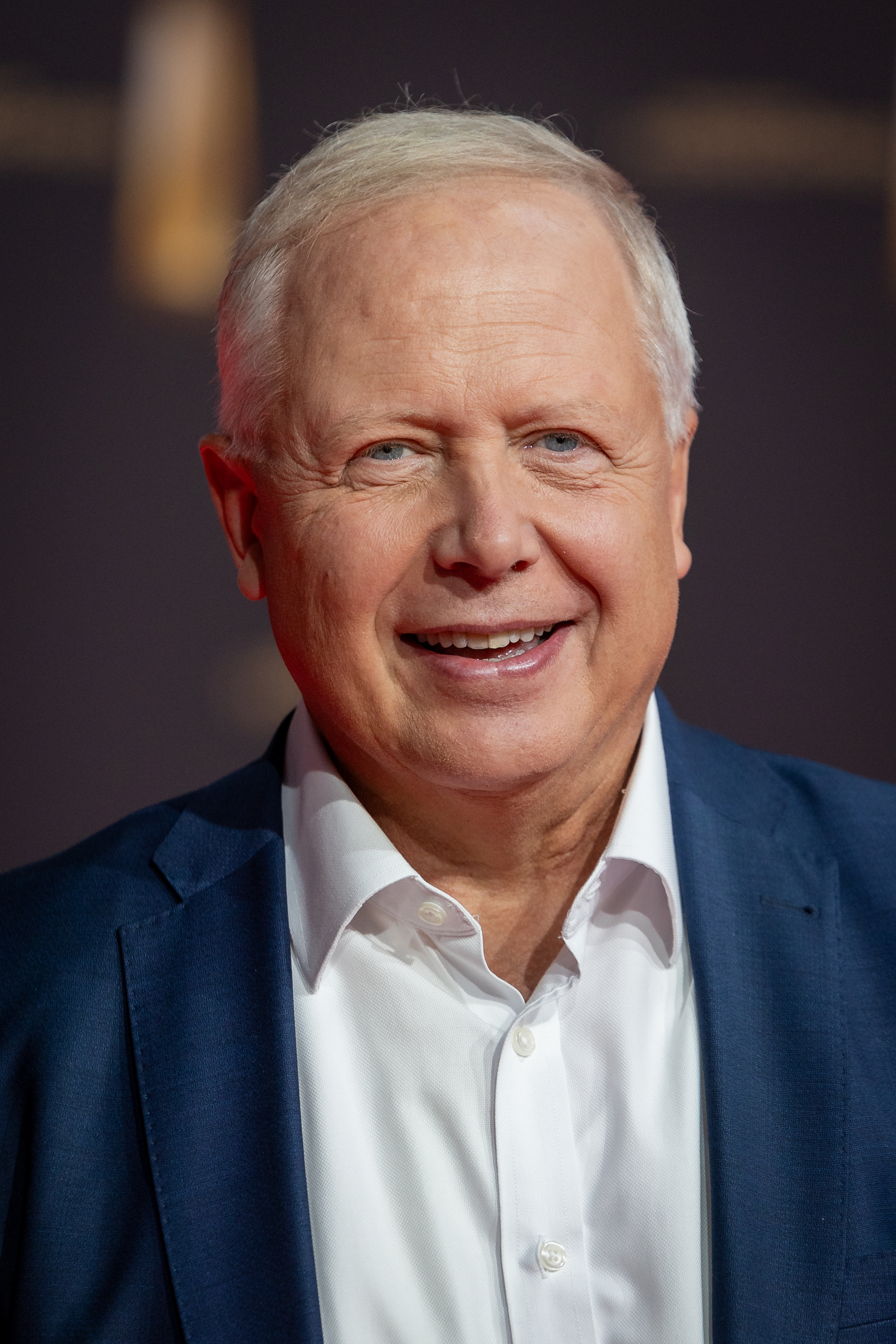
Tom Buhrow, 2024

Thomas „Tom“ Buhrow (* 29. September 1958 in Troisdorf) ist ein deutscher Journalist und Rundfunkmanager. Er war von 2013 bis 2024 Intendant des Westdeutschen Rundfunks (WDR) und von Januar 2020 bis Dezember 2021 sowie von August bis Dezember 2022 Vorsitzender der ARD. Von 2006 bis 2013 war er Moderator bei den Tagesthemen.

## Jugend und Ausbildung
Tom Buhrow ist der Sohn des ausgebildeten Rechtsanwaltsgehilfen Werner Buhrow (1927–2022), der von 1975 bis 1984 und von 1995 bis 2004 Stadtrat der CDU in Siegburg für die Stadtteile Seligenthal und Kaldauen war. Tom Buhrow wuchs mit einer älteren Schwester in Siegburg auf und besuchte das dortige Anno-Gymnasium. Von 1974 bis 1976 war er Austauschschüler an einer High School im US-Bundesstaat Wisconsin. Nach dem Abitur 1978 arbeitete er für die Lokalredaktion Siegburg des Bonner General-Anzeigers und studierte an der Universität Bonn Geschichte, Politikwissenschaften und Rheinische Landeskunde. Nach dem Examen 1984 (M.A.) begann er 1985 ein Volontariat beim WDR.

## Karriere
Ab 1986 war Buhrow Redakteur, Reporter und Chef vom Dienst bei der Aktuellen Stunde und West 3 Aktuell. 1990 bis 1992 moderierte er die Aktuelle Stunde und war ab 1992 Redakteur und Reporter bei der Tagesschau.
Von 1994 bis 1999 war Buhrow Fernsehkorrespondent im ARD-Studio Washington. Von 2000 bis 2002 arbeitete er als Korrespondent im ARD-Studio Paris. Seine Nachfolgerin war ab dem 1. Februar 2002 Marion von Haaren.
Ab dem 1. Juli 2002 war er Leiter und Korrespondent des ARD-Studios Washington. Am 1. September 2006 trat er die Nachfolge von Ulrich Wickert als Moderator bei den Tagesthemen an und moderierte diese im Wechsel u. a. mit Anne Will. Er beendete die Sendung häufig mit den Worten: „Das waren die Tagesthemen von heute. Morgen ist ein neuer Tag.“
Für den Radiosender SWR3 war er in der Reihe Tim fragt Tom zu hören. Dort erklärt er am Telefon dem „kleinen Tim“ in einfachen Worten komplexe Sachverhalte aus den Tagesthemen.
In einem Gastauftritt im Kieler Tatort Borowski und der freie Fall (Folge 846, Erstausstrahlung am 14. Oktober 2012) spielte Buhrow sich selbst als Tagesthemen-Moderator.
Am 29. Mai 2013 wurde Buhrow zum Intendanten des Westdeutschen Rundfunks gewählt. Er erhielt 41 der 47 Stimmen des Rundfunkrates und trat zum 1. Juli 2013 die Nachfolge der aus gesundheitlichen Gründen zurückgetretenen Monika Piel an. Mit einem Jahresgehalt von 367.232 Euro im Jahr 2013 bzw. 399.000 Euro brutto im Jahr 2016 war er der Spitzenverdiener unter den Intendanten. Auch 2021 war Buhrow mit einem Jahresgrundgehalt von 413.000 Euro der höchstbezahlte ARD-Intendant.
Seine letzte Ausgabe der Tagesthemen moderierte er am 16. Juni 2013. Nachfolger bei den Tagesthemen war der Fernsehjournalist Thomas Roth.
2015 stand Buhrow wegen des geplanten Verkaufs von Teilen der WDR-Kunstsammlung in der Kritik.
Am 23. März 2018 wählte der WDR-Rundfunkrat Tom Buhrow für eine zweite Amtszeit. Er erhielt 50 von 55 Stimmen. Er amtierte bis Ende Dezember 2024.
Im September 2019 wurde Tom Buhrow von der ARD-Hauptversammlung zum ARD-Vorsitzenden gewählt und übernahm das Amt von seinem Vorgänger, dem Intendanten des Bayerischen Rundfunk, Ulrich Wilhelm, zu Jahresbeginn 2020. Er amtierte bis Ende Dezember 2021.
Vom 4. August bis 31. Dezember 2022 war Buhrow Interim-Vorsitzender der ARD, da rbb-Intendantin Patricia Schlesinger von diesem Posten zurückgetreten war.
Am 2. November 2022 rief Buhrow in einer Rede im Hamburger Übersee-Club zur Reform des öffentlich-rechtlichen Rundfunks auf, bei der auch die Zusammenlegung von ARD und ZDF kein Tabu sein dürfe.
Seine Amtszeit als WDR-Intendant
Seit Beginn seiner ersten Amtszeit hat Tom Buhrow zahlreiche Reformen auf den Weg gebracht. So wurden die Programmdirektionen neu geordnet, um Inhalte verstärkt auf die digitale Nutzung auszurichten. Dazu setzt der Sender auf die inhaltliche Zusammenarbeit von Fernsehen, Radio und Internet sowie den Ausbau von Online-Inhalten und -Formaten.
Buhrow leitete Maßnahmen ein, um die Kosten im WDR dauerhaft zu senken – dazu gehörte auch der Abbau von 500 Stellen.
ARD-Vorsitzender 2020 bis 2022
Im September 2020 brachte die ARD unter dem Vorsitz von Tom Buhrow eine Digitaloffensive auf den Weg. Nach Angaben der ARD sei das Ziel, mehr Menschen im Netz zu erreichen und ein besseres Nutzererlebnis zu ermöglichen. Der Fokus liegt auf den digitalen Marken Mediathek, Audiothek, tagesschau.de, sportschau.de und KiKA.
Ebenfalls im September 2020 wurde in den „Tagesthemen“ die Rubrik „mittendrin[KB1] “ eingeführt, die Geschichten aus den Regionen Deutschlands in den Blick nimmt.
Im Frühjahr 2021 startete der so genannte ARD-Zukunftsdialog. Über mehrere Monate konnten sich in unterschiedlichen Formaten Bürger aus ganz Deutschland an der Diskussion über die Zukunft der ARD beteiligen und ihre Ideen und Anregungen beisteuern. Im November 2021 beschlossen die Intendanten der ARD, als Konsequenz aus dem Zukunftsdialog eine Reihe von Themen in Angriff zu nehmen, darunter den Ausbau des Doku-Bereichs in der ARD-Mediathek und im Ersten oder mehr Angebote in Leichter Sprache.
Interimsvorsitz August bis Dezember 2022
Anfang August 2022 übernahm Tom Buhrow das Amt des ARD-Vorsitzender erneut. Zuvor hatte der rbb im Zuge des Skandals um seine Intendantin Patricia Schlesinger seine Aufgaben als geschäftsführende Anstalt innerhalb der ARD abgegeben.
Als Reaktion auf den Skandal beschlossen die ARD-Intendanten im November 2022 u. a. einheitliche Compliance-Standards in der ARD. Ebenfalls im November beschlossen die Intendanten mit Tom Buhrow als ARD-Vorsitzendem eine Priorisierung digitaler Angebote sowie eine stärkere Zusammenarbeit der ARD im Programm in Form von Kompetenzcentern und Pool-Lösungen.
Gehalt
Im Juni 2009 berichtete das NDR-Medienmagazin Zapp über die Nebenverdienste von Fernsehmoderatoren. Auch Buhrows umfangreiche Nebentätigkeit als Vortragsredner wurde thematisiert. Das Magazin warf die Frage auf, ob im öffentlichen Fernsehen beschäftigte Journalisten unabhängig berichten können, wenn sie ihre Dienste als bezahlte Redner vermarkten. Der Spiegel berichtete am 10. Juni 2009, dass leitende Redakteure der ARD-aktuell-Redaktion Buhrow brieflich aufforderten, künftige Nebenerwerbsengagements besser darauf zu prüfen, ob sie dem Ansehen der „Tagesthemen“ und ARD-aktuell schaden könnten.
2018 fragte die Westdeutsche Allgemeine Zeitung, ob Buhrows Gehalt nicht gekürzt werden könnte, da es mit rund 399.000 Euro 100.000 Euro über dem Gehalt der damaligen Bundeskanzlerin Angela Merkel liege. 2020 kritisierte Sachsen-Anhalts Ministerpräsident Reiner Haseloff das Gehalt von Buhrow als zu hoch und forderte, es an die Bezüge des Bundespräsidenten Frank-Walter Steinmeier von etwa 214.000 Euro anzupassen, wobei dieser (anders als ein Intendant) diesen Betrag auch nach seiner Amtszeit als Ehrensold bis an sein Lebensende bekommt. Tagesspiegel merkte dies auch im Zusammenhang mit der angestrebten Erhöhung des Rundfunkbeitrags 2021 an.

## Mitgliedschaften und Funktionen
Buhrow ist Aufsichtsratsmitglied und seit 1. Februar 2015 Aufsichtsratsvorsitzender der Bavaria Film GmbH. Er ist außerdem Aufsichtsrat der ARD-Filmtochter Degeto, der WDR Mediagroup und der ARD-Rechteagentur SportA, gehört dem Deutschlandradio-Verwaltungsrat als stellvertretender Vorsitzender an und vertritt den WDR in der Gesellschafterversammlung der Film und Medien Stiftung NRW. Er ist Kurator der Civis-Medienstiftung und Gesellschafter bei Arte Deutschland und hat einen Sitz in der Mitgliederversammlung der Arte G.E.I.E. Er ist Mitglied des Stiftungskuratoriums 1. FC Köln, Kuratoriumsvorsitzender der Dom-Stiftung sowie Schirmherr der Deutschen Krebsstiftung. Im Jahresbericht 2013/2014 von Atlantik-Brücke wird er als Festredner für den scheidenden US-Botschafter Murphy erwähnt.

## Preise und Auszeichnungen
- 1998: 1. Fernsehpreis der RIAS Kommission für Pioneer Square (gemeinsam mit Claus Kleber und Sabine Reifenberg)[43]
- 1999: 1. Fernsehpreis der RIAS Kommission für Oh Gott Amerika (Co-Autor)[44]
- 1999: Herbert Quandt Medien-Preis
- 2009: Medienpreis der Steuben-Schurz-Gesellschaft[45]
- 2010: Preis der Deutschen Gesellschaft für Sprachheilpädagogik e. V. für Gute Sprache
- 2011: Lachender Amtsschimmel des DBB Beamtenbund und Tarifunion

## Privates

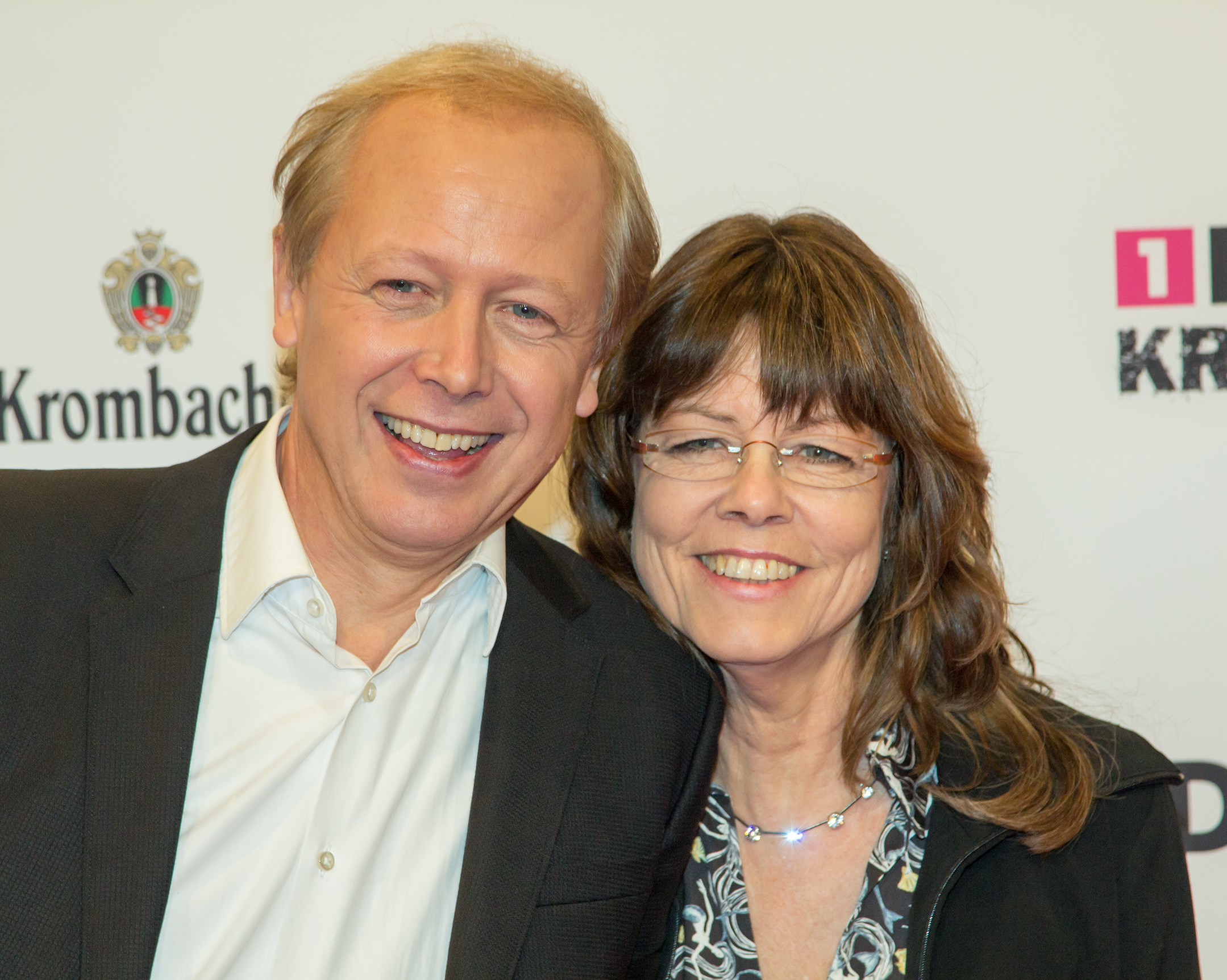
Buhrow mit seiner damaligen Frau Sabine Stamer bei der 1LIVE Krone 2014

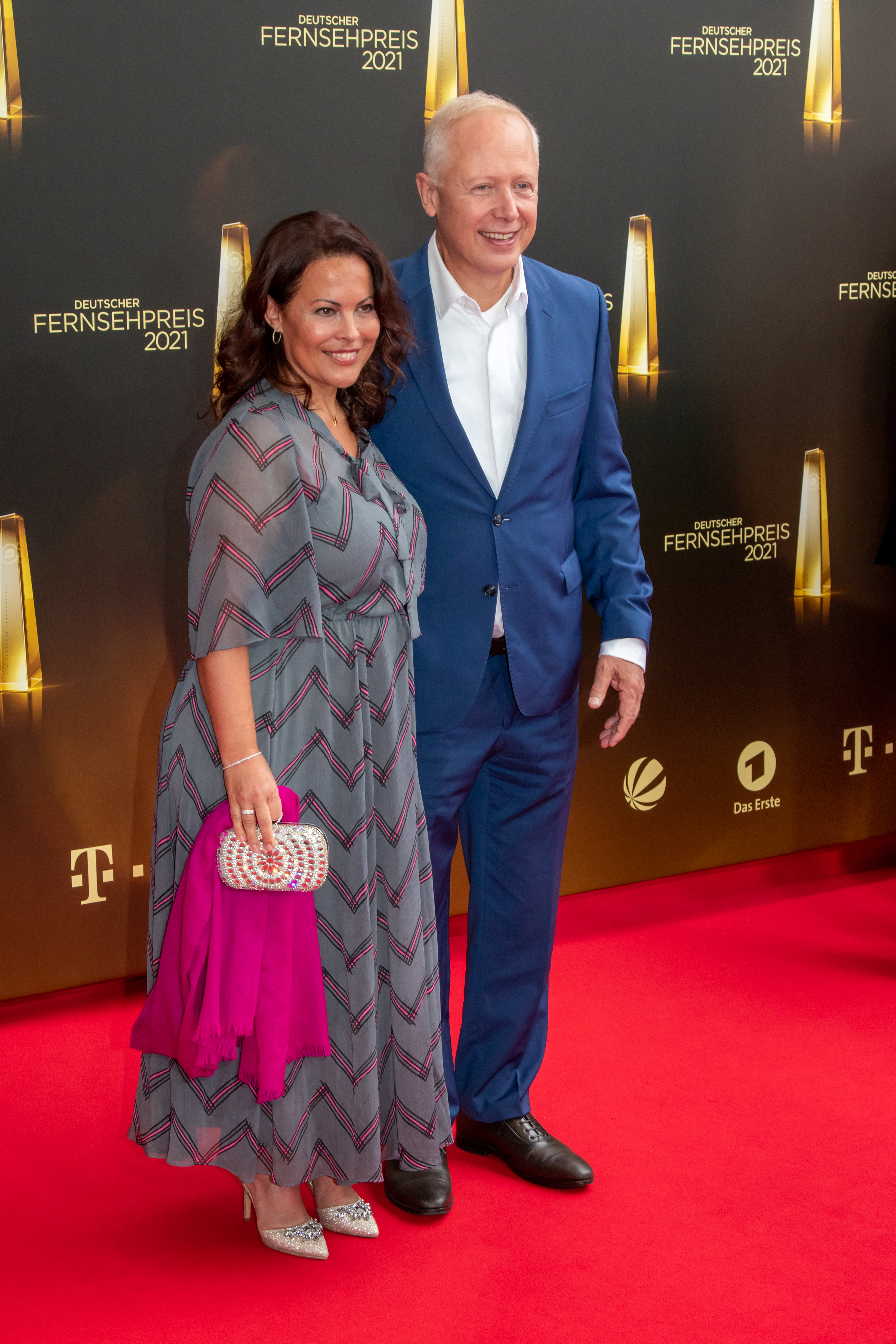
Buhrow mit seiner Freundin beim Deutschen Fernsehpreis 2021

Der gebürtige Rheinländer heiratete 1993 seine Kollegin Sabine Stamer, mit der er zwei Töchter hat. Nach Medienberichten trennte sich das Paar im April 2016. Buhrow lebte als Tagesthemen-Moderator in Hamburg-Othmarschen. Seitdem lebt er in einer neuen Beziehung mit einer Betriebswirtschaftlerin, die drei Kinder hat.